# Carlos Armiño
Carlos Armiño (Tartalés de los Montes, valle de Valdivielso, provincia de Burgos, 1954) es un escultor español nacido en la provincia de Burgos.
En cuanto a su formación, el propio artista se considera autodidacta  aunque el mismo artista afirme que "este término no deba emplearse por la cantidad de información y conocimientos a los que tenemos acceso".       

## Biografía
Empezó en el mundo del arte a través de la pintura, actividad a la que se dedicó completamente desde los 18 años. Plasmaba su arte mediante dibujos y lienzos al óleo en el que recrea paisajes que le son familiares, aunque con una fuerte dosis de surrealismo y poesía, como se puede ver en sus paisajes nocturnos. La primera exposición la realizó en el año 1975 en la Sala Arlanzón de Burgos.
En 1976 se trasladó al pequeño pueblo de Cereceda (Burgos). Pretendía buscar nuevos ambientes para poder realizar sus obras. Fue allí mismo, donde decidió cambiar la pintura por la escultura. Cereceda es un pueblo rodeado de montañas y de bosques lugar donde el artista pasó casi 20 años  donde realizó una parte importante de su obra y donde consolidó su personal estilo.
En 1995 se marcha para Cantabria. Vive en una antigua casa rehabilitada por él mismo, junto a Peñacastillo, en la ciudad de Santander, donde instaló su taller de escultura.
En la escultura ha trabajado con diversos materiales, sobre todo la madera, aunque su gran pasión siempre ha sido trabajar con el hormigón y el hierro.

## Obras
- Alabastro: Se trata de obras realizadas mediante piedra blanca y translúcida, parecida al mármol. Algunas de sus obras que ha realizado con este material son Mujer recostada y Lámpara erizo.
- Hormigón: Uno de los materiales más utilizados en sus esculturas que las podemos encontrar en distintos puntos de la provincia de Burgos. Una de sus esculturas de hormigón reconocidas es la Puerta refugio.
- Madera:  Gran variedad de esculturas en forma de sillas y mesas.

## Exposiciones
Ha participado en muchas exposiciones y ha formado parte de experiencias artísticas colectivas como: el “Grupo Trasgo” y “Balcón Norte”.
- 2017
  - Subasta en PIASA, París.
  - Exposición "La Vidriera" Santander.
- 2016
  - Exposición "LA ESTELA DE LO VIVIDO", Monasterio San Juan, Burgos.
  - Galene Welcome, Brucelas
- 2015
  - Subasta Pierre Bergé, París.
- 2013
  - Exposición "30 SILLAS 30 CUADROS", Sala Círculo, Burgos.
  - El Jardín Secreto, Oña.
- 2012
  - Eunique Karlsruhe, Alemania.
- 2009
  - Exposición Lexus-Toyota - Santander.
  - Exposición en la Capilla de Santa Ana - Villasana de Mena (Burgos).
  - Exposición en el Consulado del Mar - Burgos.
- 2008
  - Exposición Centro Cívico Los Pinos – Alcorcón (Madrid)
  - Exposición Los Peñotes (Madrid)
  - Exposición Museo de Las Merindades – Medina de Pomar (Burgos)
- 2007

-Exposición obra de hormigón gran formato al aire libre de Cereceda (Burgos). “Lugares animados”. 
- 2006
  - Galería “Nou Mileni “ (Barcelona ).
  - Exposición colectiva en “Art Madrid” .
- 2005
  - Exposición de veintidós esculturas de hormigón de gran formato en Avd. Los Castillos, Alcorcón (Madrid).
  - Galería “Catalonia” (Barcelona ).
- 2004
  - Galería “El Cantil”. Santander.
  - SIANOJA. Noja (Cantabria).
  - Paseo del Sardinero. Santander. Exposición al aire libre de esculturas de hormigón.
- 2003
  - Feria “Arte Santander”.
- 2002
  - Sala del Ateneo de Madrid.
  - Balcón Norte, (Burgos).
  - Paseo Sierra de Atapuerca. Burgos. Exposición al aire libre de esculturas de hormigón.
- 2001
  - Galería Culturas. Santander.
  - Consulado del Mar. Burgos.
  - Galería "Doña Sancha". Covarrubias (Burgos).
  - Feria "Arte Santander, 2001". Santander.
  - Arco de Santa María, Burgos (exposición retrospectiva)
- 2000
  - Casa de las Artes. Getafe (Madrid).
  - Sala Arlanzón. Burgos.
- 1999
  - Sala de Exposiciones del Teatro Principal. Burgos. Exposición Colectiva.
  - Galería Culturas. Santander.
- 1998
  - Galerie d'Art Viviana Grandi. Bruselas.
  - Jardines de Carlos Terán. Torrelavega (Cantabria).
- 1997
  - Galería "Paloma 18". Burgos.
  - Galerie d'Art Viviana Grandi. Bruselas.
  - Espacio Diego Salmerón. La Moraleja (Madrid).
  - Club Financiero Génova. Madrid.
  - VI Feria "Arte Santander". Santander.
- 1996
  - Espacio Diego Salmerón. La Moraleja (Madrid).
  - Centro Comercial La Moraleja. Madrid.
  - Exposición al aire libre y Taller de Escultura. Aranda de Duero (Burgos).
- 1995
  - Recinto Amurallado del Castillo de Burgos.
  - Exposición al aire libre. Somo (Cantabria).
  - Exposición al aire libre. Aranda de Duero (Burgos).
- 1994
  - Casa de Cultura de Alcorcón (Madrid).
  - Espacio Diego Salmerón. La Moraleja (Madrid).
- 1992
  - Palacio Gaviria, Madrid. Exposición colectiva del "Grupo Trasgo".
  - Claustro de la Catedral de Palencia. "Artistas Contemporáneos de Castilla y León". Exposición Colectiva.
- 1991
  - Exposición al aire libre en Cereceda (Burgos)."Estructura Vegetal" (1ª exposición de obras en hormigón).
- 1990
  - Sala de Cultura de “SA NOSTRA”. Ibiza.
  - Escuela de Artes "Antonio López". Tomelloso (Ciudad Real).
  - C.E.P. de Villarcayo (Burgos).
  - Claustro de la Catedral de Palencia. "Arte Contemporáneo", Exposición Colectiva.
  - Palacio de Chiloeches. Espinosa de los Monteros (Burgos).
- 1989
  - Casa Municipal de Cultura. Alcobendas (Madrid).
  - Balcón Norte 89. Burgos.
  - Sala Caja Postal. Ibiza.
- 1988
  - Galería Torres Begué. Madrid.
  - Balcón Norte 88, exposiciones colectivas simultáneas, en las Merindades, norte de la provincia de Burgos.
  - Galería Moriarty. Madrid.
- 1985
  - Sala Arlanzón. Burgos.
  - Casa de Cultura. Burgos.
- 1975
  - Sala Arlanzón. Burgos. Exposición de pintura.